# Azadlıq
Libertà (in azero: Azadlıq) è stata una coalizione costituitasi in vista delle elezioni parlamentari in Azerbaigian del 2005 e formata da tre distinti partiti politici, segnatamente:
- il Partito Uguaglianza (Müsavat Partiyası);
- il Partito del Fronte Popolare dell'Azerbaigian (Azərbaycan Xalq Cəbhəsi Partiyası);
- il Partito Democratico dell'Azerbaigian (Azərbaycan Demokrat Partiyası).

La coalizione ha ottenuto 6 seggi su 125.